# Alfa Romeo Spider
Alfa Romeo Spider is de naam waaronder het Italiaanse automerk Alfa Romeo zijn roadsters verkoopt sinds 1966. Het eerste model werd geproduceerd van 1966 tot 1993. In 1994 werd dat model opgevolgd door de Alfa Romeo Spider die gebaseerd was op de GTV en op de Autosalon van Genève 2006 werd een nieuwe Spider gebaseerd op de Brera geïntroduceerd.

## 1966 - 1993
In 1966 stelde Alfa Romeo op het autosalon van Genève de eerste Spider voor: de 1600 Spider. Het chassis was gebaseerd op dat van een Giulia 105 en het ontwerp kwam van Pininfarina, het laatste model van Battista Pininfarina zelf. De tweezitter kreeg een 1600 cc viercilinder motor van 109 pk. Na een wedstrijd werd het model Duetto gedoopt.
In 1967 rijdt Dustin Hoffman in de film The Graduate rond in een Spider Duetto wat de wagen ook meteen populair maakte aan de andere kant van de oceaan. In datzelfde jaar kreeg de Spider zijn eerste update al met de 1750 Spider Veloce, voorgesteld op het autosalon van Brussel. Hij krijgt de motor van de 1750 Veloce en beschikt nu over 113 pk. In 1968 werd de Spider 1300 Junior geïntroduceerd met een kleinere 1290 cc motor die zorgde voor 89 pk.
Met de Fastback Spider in 1969 werd de styling voor het eerst aanzienlijk gewijzigd. Het grootste verschil zat aan de achterpartij van de auto: de "sepiaschelp" werd vervangen door een sportiever en moderner ogende rechte achtersteven. In 1971 werd de 2000 Spider Veloce geïntroduceerd, nu met 131 pk sterke motor. De 2000 verving de 1750 en een jaar later werd ook de 1300 vervangen door de 1600 Junior.
Op 10 maart 1983 werd op het salon van Genève een nieuwe Spider voorgesteld met een grote rubberen spoiler en achterbumpers, wat het uiterlijk van de auto serieus veranderde. De Junior naam werd geschrapt en de Spider heeft nu de typeaanduidingen 1.6 en 2.0. Deze versie wordt ook weleens spoiler Spider genoemd. De bekendste benaming is wel "Spider type III" of "Spider Aerodinamica".
Op het autosalon van Genève in 1986 presenteerde Alfa Romeo de Spider Quadrifoglio Verde met een hardtop. Hij kreeg ook een grotere voorspoiler, sideskirts en verschillende andere kleinere wijzigingen.
In 1990 kreeg hij voor het laatst een grondige facelift en in 1993 liep de laatste klassieke Spider van de band. Het model werd 26 jaar lang gebouwd.

### Uitvoeringen

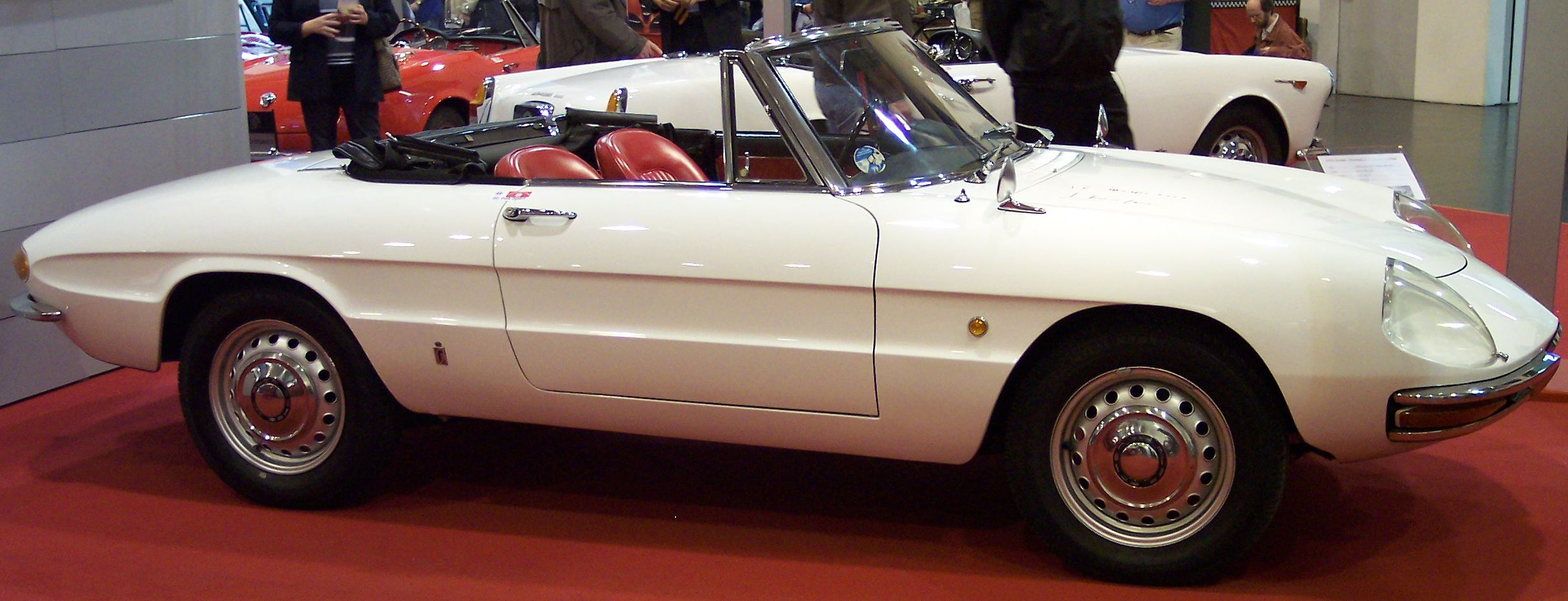
Serie 1 Duetto.

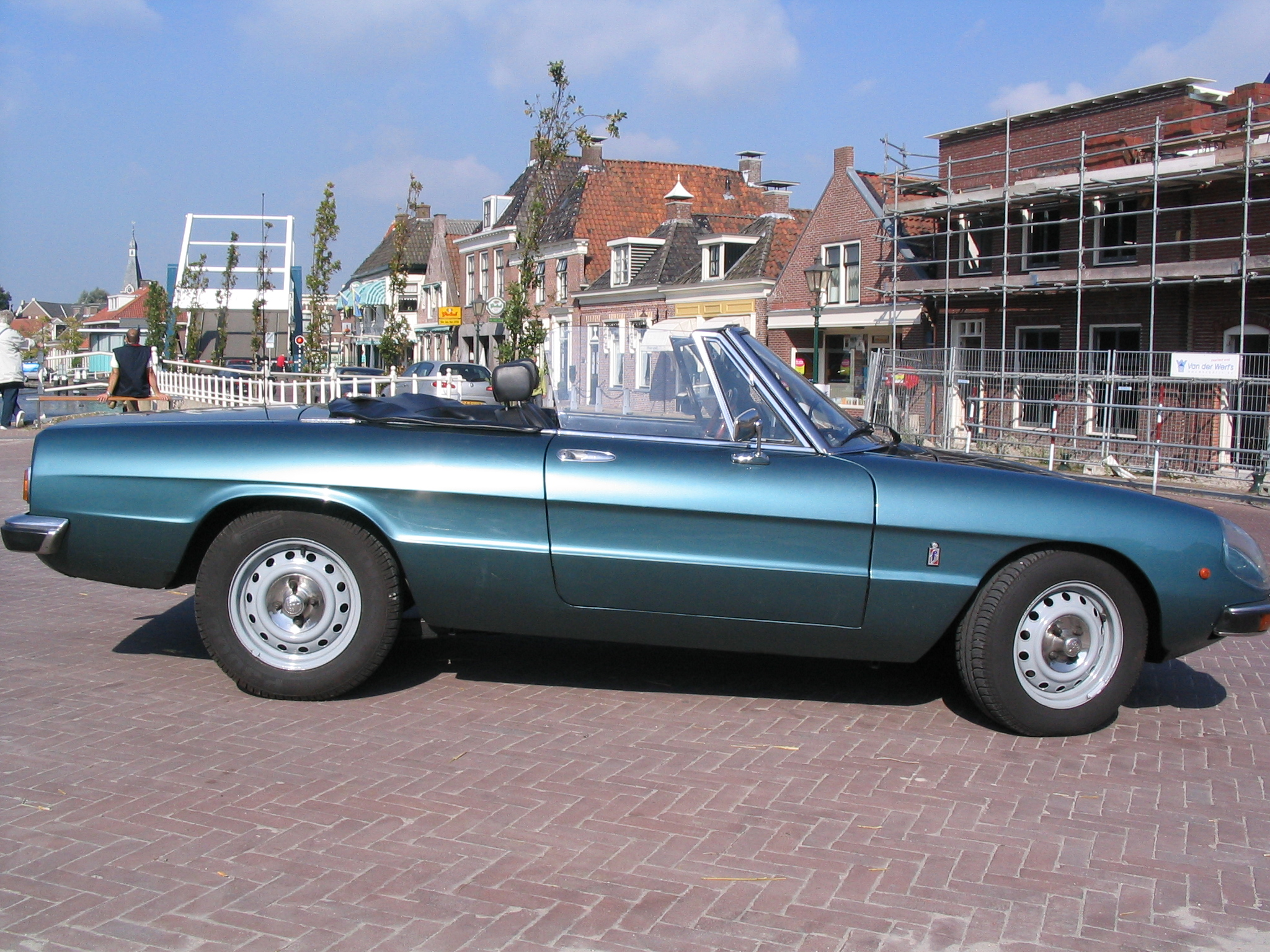
Serie 2 Coda tronca.

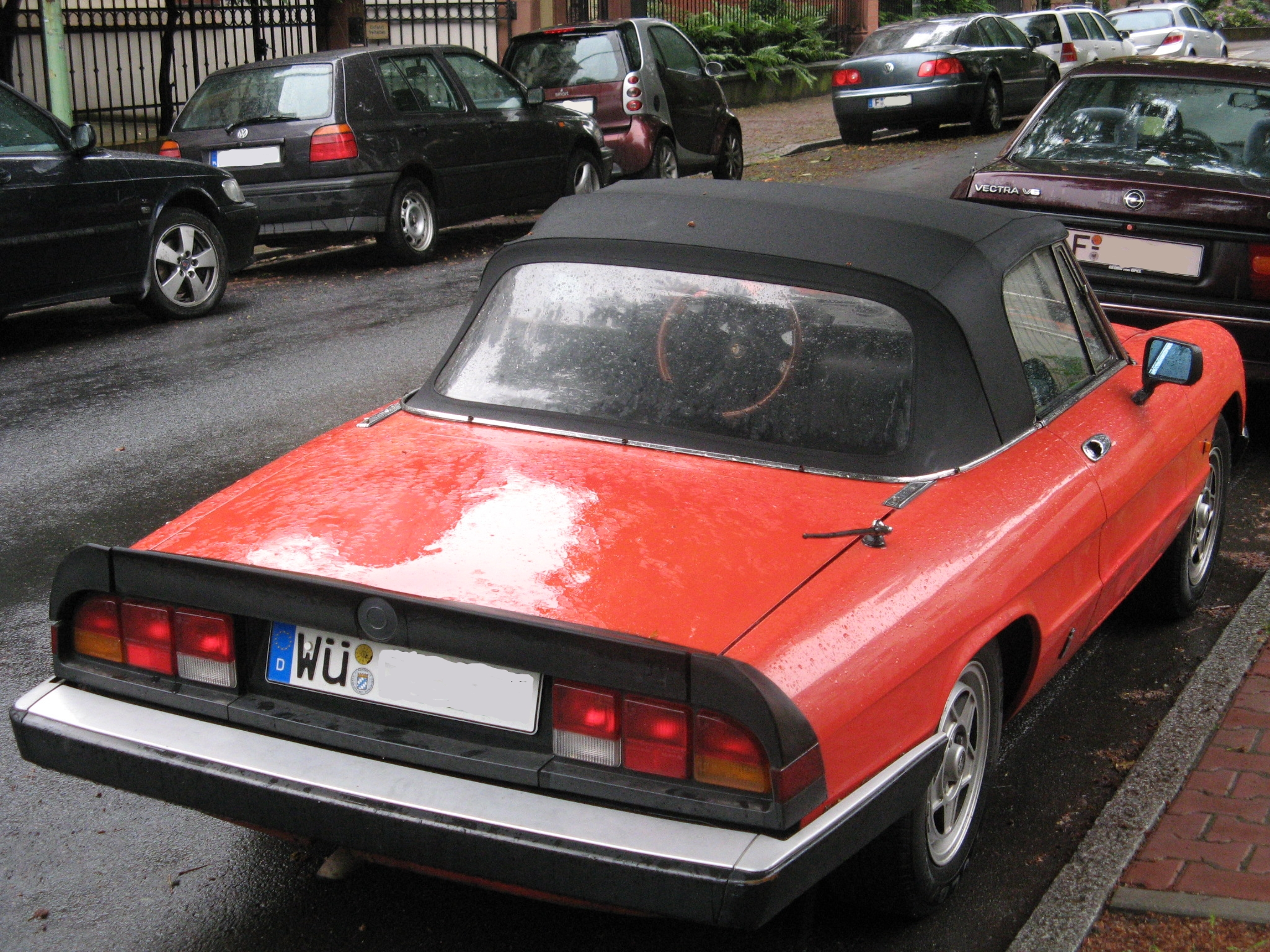
Serie 3 Spider Aerodinamica.

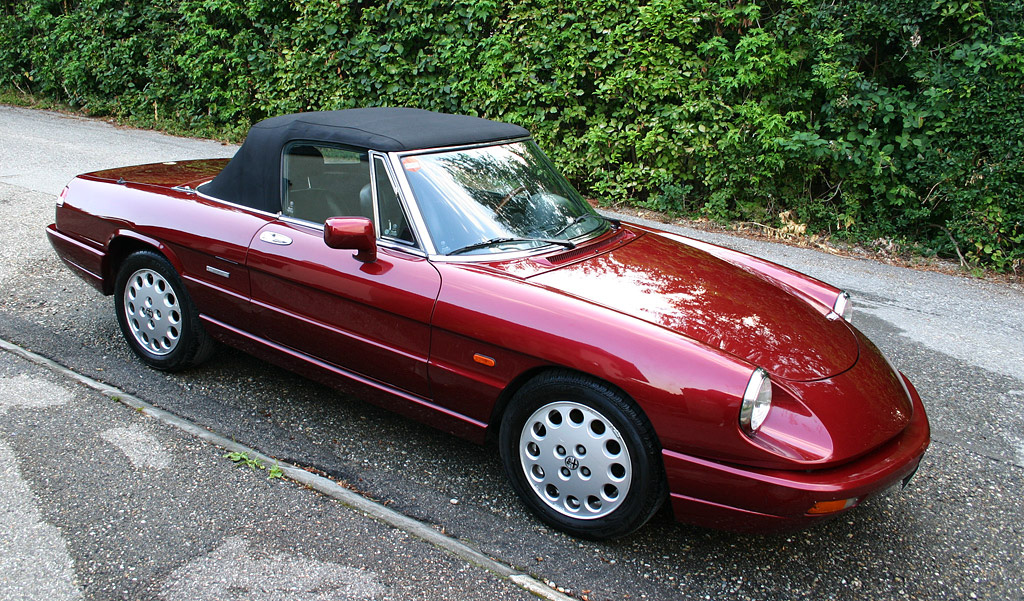
Serie 4.

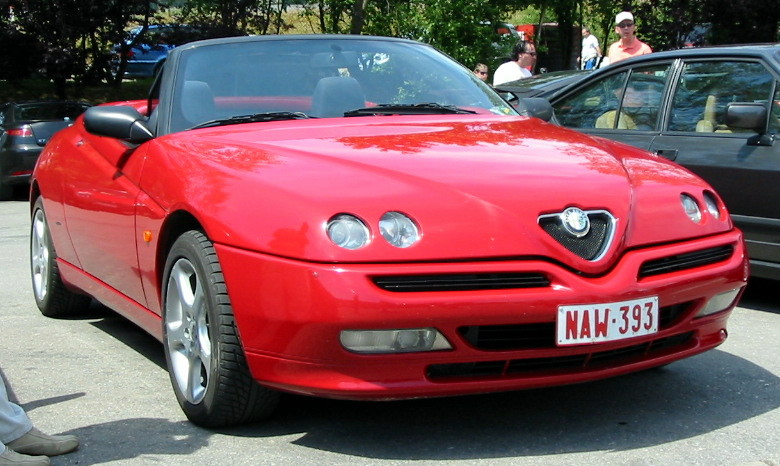
Spider 916.

| Model                            | Motor   | Vermogen | Koppel | Bouwjaar  |
| -------------------------------- | ------- | -------- | ------ | --------- |
| Serie 1: Duetto of osso di sepia |         |          |        |           |
| Duetto                           | 1600 cc | 109 pk   | 142 Nm | 1966-1967 |
| 1750 Veloce                      | 1779 cc | 118 pk   | 186 Nm | 1967-1969 |
| 1300 Junior                      | 1290 cc | 89 pk    | -      | 1968-1969 |
| Serie 2: Fastback of Coda Tronca |         |          |        |           |
| 1750 Veloce                      | 1779 cc | 133 pk   | 187 Nm | 1970-1973 |
| 1300 Junior                      | 1290 cc | 104 pk   | 137 Nm | 1970-1978 |
| 2000 Veloce                      | 1962 cc | 128 pk   | -      | 1971-1982 |
| 1600 Junior                      | 1570 cc | 110 pk   | -      | 1972-1981 |
| Serie 3: Aerodinamica            |         |          |        |           |
| Aerodinamica 2000                | 1962 cc | 128 pk   | 178 Nm | 1982-1989 |
| Aerodinamica 1600                | 1570 cc | 104 pk   | 142 Nm | 1983-1989 |
| 2000 Quadrifoglio Verde          | 1962 cc | 132 pk   | -      | 1985-1989 |
| Serie 4                          |         |          |        |           |
| Type 4                           | 2000 cc | 126 pk   | 157 Nm | 1990-1993 |

## GTV
Op het autosalon van Genève in 1994 werd een nieuwe Spider voorgesteld, samen met de GTV waarop hij gebaseerd is. De Spider wordt nu aangedreven op de voorwielen met een 2,0 TS of een 3,0 L V6 motor. De wagens werden ontworpen door het Centro Stile van Alfa Romeo zelf in samenwerking met Pininfarina. In 1998 kreeg deze Spider zijn eerste facelift waarbij onder andere het binnenwerk wat werd opgefrist. In 2003 kwam de tweede restyling. De neus werd moderner en werd gebaseerd op de 147.

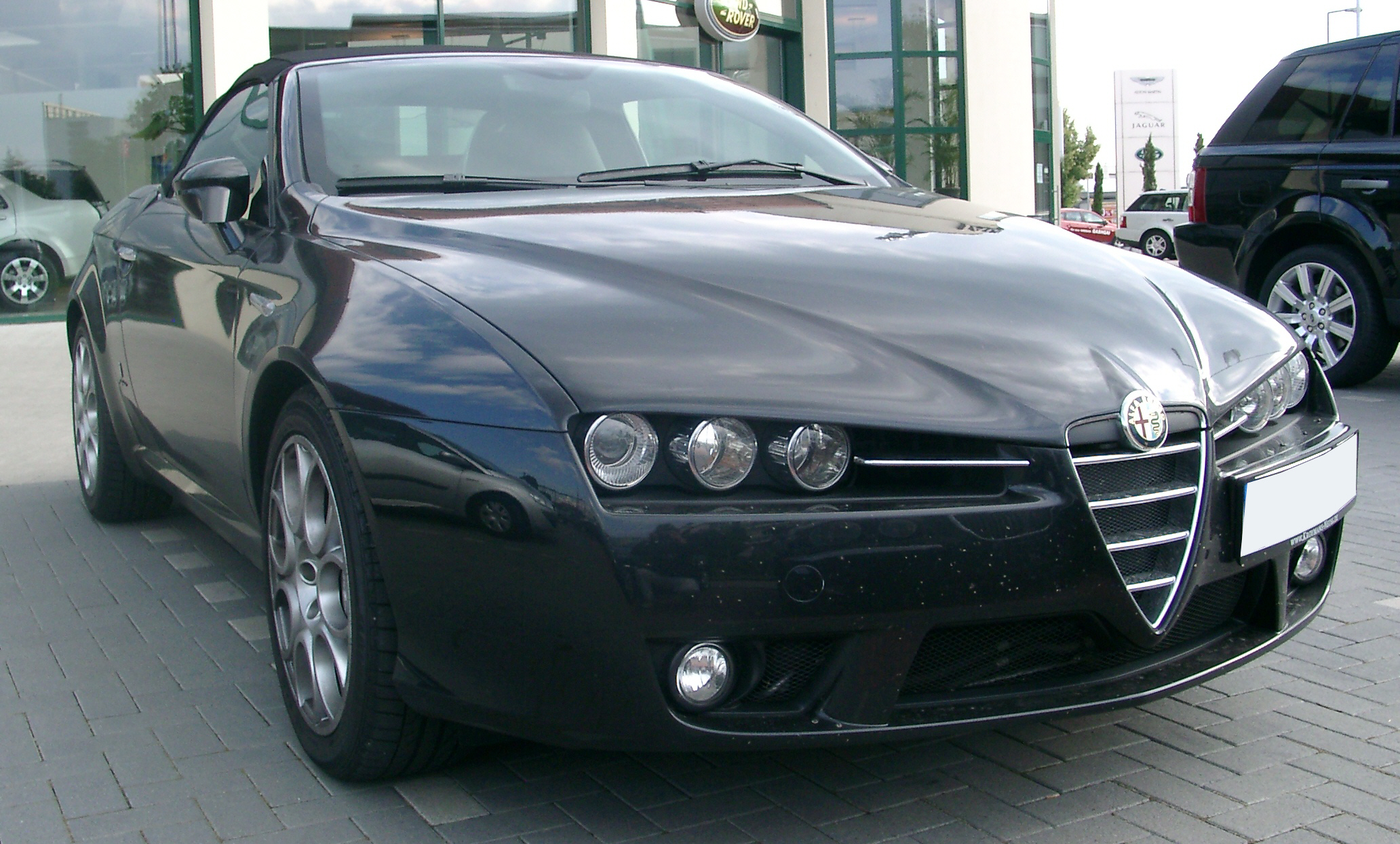
De nieuwste generatie Alfa Romeo Spider

## Brera
Op het autosalon van Genève 2006 werd de nieuwste Spider voorgesteld. De nieuwe Spider is gebaseerd op de Alfa Brera en won meteen de prestigieuze prijs "Cabrio van het Jaar 2006". Hij kan beschikken over een 2,2 JTS motor met 185 pk of een 3,2 JTS motor met 260 pk. Ook was hij beschikbaar met een 1750 TBI motor met 200 pk. De wagen blijft een tweezitter en is ontworpen door Pininfarina.